# Рабатта, Рудольф фон
Граф Михаэль Рудольф фон Рабатта, барон цу Доренберг (нем. Michael Rudolf Graf von Rabatta, Freiherr zu Dorenberg; 1640 — 1689) — австрийский (имперский) фельдмаршал (1687).

## Биография
Родился в 1636 году в дворянской семье; его мать происходила из известной семьи Коллоредо. Владел поместьями в Богемии и Моравии, а также на территории современного словенско-итальянского пограничья, откуда был родом. 
Служил офицером в австрийской армии; в 1669 году, в чине полковника, стал шефом кирасирского полка. В 1673 году сражался против Франции на Рейне в районе Кобленца, был повышен до генерал-майора, и получил под своё командование бригаду из двух кавалерийских полков. В 1681 году был повышен до фельдмаршал-лейтенанта (генерал-лейтенанта).  
Во время Великой австро-турецкой войны Рабатта командовал корпусом. Освободил от турок Кошау, затем находился на правом крыле главной армии герцога Лотарингского. Активно участвовал в Венской битве, причем его войска находились на правом фланге и подчинялись королю Польшу Яну Собескому. В 1683 году, за многочисленные отличия в сражениях против турок, был повышен до генерала от кавалерии. 
В 1684 году взял отпуск и на несколько месяцев удалился в моравские поместья. Затем служил в Верхней Венгрии, в частности, в Прессбурге (современная Братислава, столица Словакии). В 1687 году был произведён в фельдмаршалы. 
Скончался в Прессбурге в 1688 году.